# Lamproglena jordani
Lamproglena jordani is een eenoogkreeftjessoort uit de familie van de Lernaeidae. De wetenschappelijke naam van de soort is voor het eerst geldig gepubliceerd in 1964 door Paperna.